# 北海道南回り新幹線

北海道南回り新幹線の大まかな計画ルートを示した図

北海道南回り新幹線（ほっかいどうみなみまわりしんかんせん）は、北海道山越郡長万部町から北海道室蘭市附近を経由し、北海道札幌市までを結ぶ計画の高速鉄道路線（新幹線）の基本計画路線である。

## 概要
北海道南回り新幹線は、全国新幹線鉄道整備法第四条第一項の規定による『建設を開始すべき新幹線鉄道の路線を定める基本計画』（昭和48年告示第466号）により告示された新幹線の基本計画路線である。基本計画の告示以降、着工に向けた具体的な動きは見られない。すでに一部区間が開業している北海道新幹線とは別の新幹線鉄道路線である。

## これまでの経緯
この区間は、当初北海道新幹線の南回りルートとして提案されたものである。北海道新幹線自体は倶知安町や小樽市など後志地方を経由する北回りルートを通ることになったが、南回りルートもそれとは別路線として高度経済成長期の1973年（昭和48年）11月15日に基本計画区間に決定された。しかし、石油危機に伴う低成長時代をむかえて計画は凍結され、建設に向けた調査なども全く行われていない。

## 沿革
1969年（昭和44年）5月30日に「新全国総合開発計画」が閣議決定された。この中で主要開発事業の構想として「鉄道については、青函トンネルの調査を早急に終了し、建設を推進する。また、青函トンネルを経て札幌に至る新幹線鉄道を建設するとともに、（中略）すなわち、新幹線鉄道を札幌から道北まで延長して、北海道縦貫新幹線鉄道として整備するとともに、道央から道東に至る北海道横断新幹線鉄道の建設を図る。」と北海道においても、いくつかの新幹線鉄道の建設構想が盛り込まれた。
1970年（昭和45年）に全国新幹線鉄道整備法が公布された。この法律により、逼迫する幹線の輸送力増強を目的とした東海道・山陽新幹線とは異なり、経済発展や地域の振興を目的とした新幹線の建設が行われるようになった。
1973年（昭和48年）11月15日の運輸省告示第466号により北海道南回り新幹線を含む12路線の基本計画が決定された。この基本計画において北海道南回り新幹線は北海道山越郡長万部町を起点に室蘭市附近を主要な経過地として札幌市を終点とすることが示された。

### 年表
- 1967年（昭和42年）7月：日本国有鉄道（国鉄）が全国新幹線網構想を発表。
- 1969年（昭和44年）新全国総合開発計画閣議決定[3]。
- 1970年（昭和45年）5月18日：全国新幹線鉄道整備法公布[3]。
- 1973年（昭和48年）11月15日：昭和48年告示第466号により、北海道南回り新幹線を含む12線の基本計画決定[2]。

## 沿線概要
東北地方東岸と同様、沿線の胆振総合振興局管内は太平洋側のため冬季の降雪量が少なく、いくつかの観光地も存在し、観光利用もある。なお、沿線の洞爺湖町では2008年7月に洞爺湖サミットが開催された。
主に対道外輸送に特化する北海道新幹線に対し、北海道南回り新幹線は現段階で建設の目途はたっていないが、もし開通すれば胆振と道南・札幌間の都市間輸送や、新千歳空港からの胆振西部や道南方面などへの観光や帰省利用などが想定される。

### 現在の輸送密度と年間輸送量
札幌 - 長万部間（室蘭本線・千歳線経由）の輸送密度は比較的高く、特急列車等による道央 - 道南の都市間輸送量は東室蘭 - 苫小牧間の断面輸送量で年間270万 - 280万人（外部リンク参照、1999年 - 2003年JR北海道調べ）となっている。
ただし、石狩管内と長万部以南間を通して乗る旅客は倶知安経由の北海道新幹線が担うと予想されるため、当新幹線開業後は室蘭本線沿線（胆振管内）と長万部以南あるいは札幌方面間等への旅客輸送に特化するとみられている。

### 火山対策
北海道南回り新幹線沿線には、有珠山と樽前山という日本有数の活発な火山を抱える。火山の噴火が生じた場合には、降灰により長期間にわたり不通が見込まれる。2000年の有珠山噴火の際にも在来線が不通となったことから、建設時にはシェルター等の対策を講じる必要性がある。

## 軌間可変電車構想
2006年末頃から、北海道新幹線開業による利便性の影響をあまり受けない室蘭市・苫小牧市など沿線自治体の間で千歳線・室蘭本線にフリーゲージトレイン (FGT) を走らせ、長万部駅から北海道新幹線に直通運転させる構想が浮上している。これが実現すれば北海道新幹線と室蘭本線・千歳線が乗り換えなしで相互乗り入れできる。ただし、FGTの最高速度はフル規格新幹線に劣るため（2007年3月に完成した第二次試験車両で270km/h、一方東北・北海道新幹線は360km/hを予定）、東京までの直通運転は行えないと考えられている。